# أوتوكا (بوسانسكا كروبا)
أوتوكا (بالصربية السيريلية Отока) هي قرية في البوسنة والهرسك. وهي تقع في بلدية بوزانسكا كروبا التابعة لكانتون يونا-سانا في اتحاد البوسنة والهرسك. طبقا لنتائج تعداد البوسنة عام 2013 فقد كان عدد سكانها 3,634 نسمة.

## التركيبة السكانية

### التطور التاريخي للسكان
| السنة  | 1948 | 1953 | 1961 | 1971 | 1981 | 1991 | 2013 |
| ------ | ---- | ---- | ---- | ---- | ---- | ---- | ---- |
| السكان | 1736 | 2125 | 2679 | 3221 | 3234 | 4063 | 3634 |

### المجتمع المحلي
في عام 1991 كان عدد سكان القرية 5,309 نسمة موزعة على النحو التالي:

## وصلات خارجية
- (بالإنجليزية) Maplandia